# Resolutie 1043 Veiligheidsraad Verenigde Naties
Resolutie 1043 van de Veiligheidsraad van de Verenigde Naties werd op 31 januari 1996 unaniem aangenomen door de VN-Veiligheidsraad, en voegde honderd militaire waarnemers toe aan de UNTAES-vredesmacht in het oosten van Kroatië.

## Achtergrond
In 1980 overleed de Joegoslavische leider Tito, die decennialang de bindende kracht was geweest tussen de zes deelstaten van het land. Na zijn dood kende het nationalisme een sterke opmars, en in 1991 verklaarden verschillende deelstaten zich onafhankelijk. Hierdoor ontstond ook in Kroatië een burgeroorlog met de Servische minderheid, waarbij op grote schaal etnische zuiveringen plaatsvonden. Na een succesvol Kroatisch offensief werd een akkoord getekend.

## Inhoud
De Veiligheidsraad:
- Herinnert aan resolutie 1037 die het overgangsbestuur UNTAES oprichtte.
- Overwoog de brief van de secretaris-generaal.

1. Besluit de ontplooiing van 100 militaire waarnemers voor zes maanden te autoriseren als onderdeel van UNTAES.
2. Besluit op de hoogte te blijven.

## Verwante resoluties
- Resolutie 1037 Veiligheidsraad Verenigde Naties
- Resolutie 1038 Veiligheidsraad Verenigde Naties
- Resolutie 1046 Veiligheidsraad Verenigde Naties
- Resolutie 1047 Veiligheidsraad Verenigde Naties

Lijst ·  1036 ·  1037 ·  1038 ·  1039 ·  1040 ·  1041 ·  1042 ·  1043 ·  1044 ·  1045 ·  1046 ·  1047 ·  1048 ·  1049 ·  1050 ·  1051 ·  1052 ·  1053 ·  1054 ·  1055 ·  1056 ·  1057 ·  1058 ·  1059 ·  1060 ·  1061 ·  1062 ·  1063 ·  1064 ·  1065 ·  1066 ·  1067 ·  1068 ·  1069 ·  1070 ·  1071 ·  1072 ·  1073 ·  1074 ·  1075 ·  1076 ·  1077 ·  1078 ·  1079 ·  1080 ·  1081 ·  1082 ·  1083 ·  1084 ·  1085 ·  1086 ·  1087 ·  1088 ·  1089 ·  1090 ·  1091 ·  1092